# Entretenimiento interactivo
El entretenimiento interactivo es en pocas palabras, la actividad de producción y distribución de productos y servicios, de los cuales el valor de entretenimiento (o los resultados) pueden ser modificados por los usuarios a través de la captación directa. Se puede observar lo que es el entretenimiento interactivo principalmente en los juegos, pueden ser juegos de mesa, deportes, videojuegos, novelas gráficas, etc. En la cual los usuarios de dichos juegos interactúan con el juego y otros jugadores, en la actualidad suele relacionarse principalmente con videojuegos, pues los videojuegos es uno de los medios que permite la mayor interacción entre el juego y las personas que lo utilizan, tanto individualmente como grupal. En los videojuegos el jugador se proyecta con el personaje del juego, de una manera el personaje del juego es el jugador, pues el jugador controla sus movimientos y decisiones. 

## Orígenes
Aunque Hal Halpin reclama el crédito por acuñar la frase con el cambio de nombre de torneo Revista de Entretenimiento Interactivo de la revista en 2001, la frase estaba en uso ya en 1981, la biografía oficial de Halpin ahora afirma que "popularizó" la frase "para describir la convergencia de la consola, en línea, y los sectores de los juegos de ordenador".
Se podría decir que antes de que se haya aplicado en videojuegos, el entretenimiento interactivo ya estaba presente en el turismo y en el diseño de parque de diversiones, ya que el principio básico de estos son lo mismo: El entretenimiento de las personas, las cuales tienen la libertad de tomar decisiones e influir en este resultado.

## Aplicación en videojuegos
El término entretenimiento interactivo se popularizó a mediados de los noventa, con la popularización de Internet, se hace posible el juego en la red conectando a gente de todo el mundo. Algunos de los primeros juegos en ofrecer una modalidad multijugador fueron Doom 2, Duke Nukem o Quake. Pero su uso ya se usaba constantemente desde antes con los videojuegos para consolas arcade ya fuesen principalmente 2 tipos de videojuegos con los que se hablaba de distintos niveles de entretenimiento interactivo:
- El videojuego de un jugador: En estos suele decirse que gozan de un inferior entretenimiento interactivo en comparación a los videojuegos de multijugador debido a que eran exclusivos para una persona, a pesar de ello el valor interactivo radica aquí primordialmente en el nivel y el tipo de interacción entre jugador e inteligencia artificial de forma que es esta relación la que polariza en este tipo de videojuegos el entretenimiento interactivo. Normalmente suelen ser juegos en los que nos encargamos de dirigir un personaje a través de una historia (modo campaña) con grados de dificultad normalmente elegibles
- El videojuego multijugador: son aquellos que poseen cualquier modalidad de juego que permita la interacción de dos o más jugadores al mismo tiempo, ya sea de manera física en una misma consola, o mediante servicios en línea u otro tipo de red con personas conectadas a la misma. Estos suelen considerarse como el mayor exponente de los videojuegos para producir un mayor entretenimiento interactivo por la interacción de varias personas reales a la que además se le puede sumar el elemento de la IA para mayor complejidad en la ambientación del videojuego, claros ejemplos de este tipo son Quake 3 (el primero), Counter Strike, Ricochet, Wolfenstein: Enemy Territory, etc.
Además, diferentes usuarios pueden interactuar entre sí. 

## Realidad virtual
Hoy en día la tecnología nos permite tener acceso a nuevas formas de interactuar con los medios digitales, ya sea para la vida social como para el entretenimiento personal.
A pesar de que el concepto de realidad virtual existe desde 1965, la tecnología ha tenido mayor florecimiento en esta última década, gracias a ideas revolucionarias como el Wii de Nintendo y el Kinect de Microsoft muchas otras empresas se han empeñado para realizar propuestas que sean 100 % de realidad virtual. Tenemos ahora en el mercado propuestas como Oculus rift, HTC Vive, o el PlayStation VR.
Estas opciones de realidad virtual ofrecen al usuario una experiencia muy distinta a lo que hoy en día nos ofrecen las pantallas y los monitores. Y es que la realidad virtual nos transporta a los zapatos del personaje y su entorno, permitiendo observar el mundo digital con mayor detalle y fluidez.
Pero esta tecnología no solo favorece al mundo de los videojuegos, existen ya plataformas de exploración y de educación que permiten mostrar elementos que de otra forma no pueden ser comprendidos. Un ejemplo sería la aplicación de Google Earth que recientemente anunciaron su versión de realidad virtual.